# 刑事 (1968年の映画)
『刑事』（デカ、英: The Detective）は、1968年に製作されたアメリカ合衆国の映画。原作はロデリック・ソープの "The Detective" 。ゴードン・ダグラス監督作品。

## ストーリー
ジョー・リーランド刑事（フランク・シナトラ）は、ホモが殺された事件の捜査を担当し、有力な容疑者フェリックス（トニー・ムサンテ）を捕まえた。気長に彼を調べあげ、犯行を自供させる。リーランドは功績を認められて警部に昇格するが、心から喜べない。というのも、妻カレン（リー・レミック）は病的な色情狂なのだが、妻が不憫に思われて離婚もできない。フェリックスが処刑されたとき、計理士のコリン・マキーバーが競馬場のグランド・スタンドの上から、飛び降り自殺をする。だが、マキーバーの妻ノーバ（ジャクリーン・ビセット）は、あくまでも他殺だと言い張り、リーランドに捜査を依頼してきた。新たな捜査が始まり、2人が会う機会が増え、いつしか噂されるようになる。リーランドが捜査を続けていくうちに、市の役人たちの中に公用地の不正売買をしている者がいることを発見し、これにマキーバーが関係していたことを突き止める。そしてホモ殺人事件の犯人はフェリックスではなく、マキーバーであることが判明する。リーランドにとって致命的であった。彼はすべてを公表して辞職し、私立探偵として再出発する。

## キャスト
※括弧内は日本語吹替（初回放送1974年2月11日『月曜ロードショー』）
- ジョー・リーランド - フランク・シナトラ（前田昌明）
- カレン・リーランド - リー・レミック（浦川麗子）
- ノーマ - ジャクリーン・ビセット（谷口香）
- カラン - ラルフ・ミーカー（寺島幹夫）
- デイヴ - ジャック・クラグマン（石井敏郎）
- トム・ファレル - ホレス・マクマホン
- フェリックス・テスラー - トニー・ムサンテ
- コリン・マキーバー - ウィリアム・ウィンダム
- ネスター - ロバート・デュヴァル
- ジャック・ハーモン - トム・アトキンス
- ウェンデル・ロバーツ博士 - ロイド・ボックナー（柴田昌宏）